# My Next Life as a Villainess: All Routes Lead to Doom!
My Next Life as a Villainess: All Routes Lead to Doom! (яп. 乙女ゲームの破滅フラグしかない悪役令嬢に転生してしまった… Отомэ гэ:му но хамэцу фурагу сика най акуяку рэйдзё: ни тэнсэй ситэсиматта…) — ранобэ авторства Сатору Ямагути с иллюстрациями Нами Хидаки, выпускающееся издательством Ichijinsha с 20 августа 2015 года. Первоначально публикация серии стартовала в 2014 году на онлайн-ресурсе Shosetsuka ni Naro как любительский проект. Ранобэ было лицензировано компанией J-Novel Club на территории Северной Америки.
На основе сюжета оригинального произведения были осуществлены несколько адаптаций в другие медиа-форматы. С октября 2017 года в журнале Monthly Comic Zero Sum издательства Ichijinsha был начат выпуск одноимённой манги, составленной иллюстратором ранобэ Нами Хидакой. В дальнейшем эта манга также была лицензирована в Северной Америке компанией Seven Seas Entertainment и в России — «Истари комикс». С ноября 2019 года по июль 2021 в онлайн-сервисе ZeroSum Online, являющемся дочерним от журнала Monthly Comic Zero Sum, публиковался спин-офф Otome Gemu no Hametsu Furagu shika nai Akuyaku Reijou ni Tensei shiteshimatta... Zettai Zetsumei! Hametsu Sunzen Hen!, выполненный мангакой nishi.
19 октября 2018 года состоялся анонс предстоящей аниме-адаптации романа, работа над которой была поручена студии Silver Link. Производство картины возглавил режиссёр-постановщик Кэйсукэ Иноуэ, чьей предыдущей работой был сериал Ao-chan Can’t Study!. Написание сценария было доверено Мэгуми Симидзу, ранее известной по адаптациям Snow White with the Red Hair и Butlers: Chitose Momotose Monogatari. Открывающая композиция «Shojo no Route wa Hitotsu Janai!» была исполнена дуэтом angela, закрывающая «Bad End» — сэйю Сётой Аои. Выпуск сериала на различных телеканалах Японии стартовал 4 апреля 2020 года.

## Сюжет
Однажды во время прогулки восьмилетняя дворянка Катарина Клаэс споткнулась, сильно ударилась головой и потеряла сознание. После пробуждения она обнаружила, что в ней пробудились воспоминания о прошлой жизни, в которой она была обычной японской школьницей, увлекавшейся отомэ-играми. Оценив окружающую её действительность с позиции вернувшейся памяти, Катарина пришла к выводу, что весь мир вокруг чрезвычайно похож на известную ей отомэ-игру Fortune Lover, в которой главной злодейкой был персонаж по имени Катарина Клаэс. Однако самым шокирующим оказался тот факт, что персонаж Катарина в большинстве сюжетных арок игры неизбежно приходила к «плохой концовке»: смерти, изгнанию или каким-либо наказаниям. Обнаружив в своём окружении всех ключевых персонажей той игры, Катарина решила своими действиями попытаться избежать «плохой концовки» и начала старательную подготовку к встрече с неизбежными игровыми событиями. 

## Персонажи
Катарина Клаэс (яп. カタリナ・クラエス Катарина Кураэсу)
Сэйю: Маая Утида
Главная героиня, 17-летняя японская отаку, перевоплотившаяся в персонажа-злодейку отомэ-игры Fortune Lover, дочь герцога Катарину Клаес. Обладая обширными знаниями о Fortune Lover, включая тот факт, что все маршруты в игре ведут либо к смерти Катарины, либо к изгнанию, она принимает решительные меры, чтобы избежать таких результатов, например, пытается установить хорошие отношения со своими сверстниками и заняться огородничеством в качестве профессии, если изгнание всё-таки произойдёт. Её добрая натура приводит к тому, что многие другие персонажи влюбляются в неё, но она, как правило, не обращает внимания на их привязанность. Несмотря на попытки изучить магию, единственная магия, которую она может использовать — создавать неровности на земле. Отец Катарины
Джордо Стюарт (яп. ジオルド・スティア一ト Дзиорудо Сутиа:то)
Сэйю: Сёта Аои, Асами Сэто (в детстве)
Третий принц, которого называют гением. Стал женихом Катарины после того, как она косвенно из-за него споткнулась и нанесла себе травму, заставив его взять на себя ответственность. В игре Катарина использует это в своих интересах, чтобы монополизировать его для себя. В хорошем финале он изгоняет Катарину и женится на главной героине игры, в то время как в плохой концовке он убивает Катарину и бросает героиню из-за чувства вины. Благодаря постоянным усилиям Катарины улучшить себя и избежать плохих концовок, Джордо теперь испытывает к ней искренние чувства и постоянно пытается продемонстрировать свою привязанность, подтверждая их помолвку, однако, к его огорчению, из-за своей глупой наивности Катарина не замечает этого.
Кит Клаэс (яп. キース・クラエス Ки:су Кураэсу)
Сэйю: Тэцуя Какихара, Сора Амамия (в детстве)
Приёмный брат Катарины, наследник герцога Клаэса, гений магии земли. В игре Катарина издевалась над ним, из-за чего он вырос закрытым и дабы восполнить недостаток любви стал бабником. В хорошем финале он изгнал Катарину и отказался от своего распутного образа жизни, чтобы быть с главной героиней, в то время как в плохой он убил свою сестру в приступе гнева, прежде чем исчезнуть. Чтобы избежать этих концовок, Катарина изо всех сил старается быть хорошей сестрой для Кита, что улучшает их отношения, но также обременяет Кита неблагодарной задачей уберечь Катарину от неприятностей, в основном безрезультатно. Он также, кажется, препятствует попыткам Джордо сблизиться с Катариной, поскольку сам испытывает к ней чувства.
Алан Стюарт (яп. アラン・スティア一ト Аран Сутиа:то)
Сэйю: Тацухиса Судзуки, Мацуми Тамура (в детстве)
Четвёртый принц, брат-близнец Джордо и жених Мэри. Он завидовал своему более талантливому брату, что сделало его интровертом. В игре Катарина фактически не появляется на его ветке, вместо этого в роли соперника выступает Мэри. После того, как Катарина подружилась с Мэри, его разозлило то, что невеста постоянно игнорирует его в пользу Катарины. Это заставляет его бросить вызов Катарине в серии соревнований, которые она легко выигрывает. Однако со временем он и Катарина становятся друзьями. Его отношения с братом также улучшаются. Алан пианист-виртуоз, и его сольные концерты пользуются большой популярностью. У него есть большой фан-клуб, в который входят преимущественно дамы-аристократки. Он влюблён в Катарину, но ещё не осознал эти чувства из-за вмешательства Мэри.
Николь Аскарт (яп. ニコル・アスカルト Никору Асукаруто)
Сэйю: Ёсицугу Мацуока, Мао Итимити (в детстве)
Сын премьер-министра, друг детства Джордо и Алана, брат Софии. Каждый, кто встретит Николя, считает его красивым, с улыбкой, способной очаровать как женщин, так и мужчин. Детали относительно его ветки в игре скудны, так как Катарина-отаку никогда не проходила его маршрут. Главный соперник в его маршруте — София Аскарт, его младшая сестра, поскольку он слишком сильно её опекает. Несмотря на это, он, кажется, влюбился в Катарину после того, как она заставила его ей открыться.
Мэри Хант (яп. メアリ・ハント Мэари Ханто)
Сэйю: Михо Окасаки
Невеста Алана и персонаж-соперник на его ветке в игре. Несмотря на это, её судьба лучше, чем у Катарины: она остается вместе с Аланом в плохом финале и мирно отказывается от своего статуса невесты в хорошем. Хотя у них с Катариной не было отношений в игре, они стала хорошими друзьями, после того, как последняя похвалила её сад. В игре Мэри влюбилась в Алана именно после его похвалы её саду. Теперь же кажется, что вместо этого у Мэри возникли романтические чувства именно к Катарине. Она постоянно ставит под сомнение чувства Алана к Катарине, поскольку не хочет, чтобы он осознавал их, при этом хочет оставить Катарину для себя.
София Аскарт (яп. ソフィア・アスカルト Софиа Асукаруто)
Сэйю: Инори Минасэ
Сестра Николя и персонаж-соперник на его ветке в игре. Подробности её истории скудны, поскольку Катарина никогда не играла на этой ветве. Она считалась проклятой из-за её серебристых волос и красных глаз. Она жила в изоляции до тех пор, пока не встретила Катарину и не открылась ей из-за искренних комплиментов Катарины и предложения стать её другом. В конце концов выясняется, что она на самом деле София — реинкарнация лучшей подруги Катарины в её предыдущей жизни, Ацуко Сасаки (佐 々 木 敦 子, Сасаки Ацуко), хоть Катарина об этом не подозревает.
Мария Кэмпбелл (яп. マリア・キャンベル Мариа Кямбэру)
Сэйю: Саори Хаями
Главная героиня Fortune Lover. Была мишенью для издевательств оригинальной Катарины. Из-за того, что Катарина стала намного милее и харизматичнее, Мария по иронии судьбы влюбляется в неё, что, в свою очередь, дает Марии собственную ветку. Поскольку, за редкими исключениями, именно дворняне обладали магическими способностями, а у Марии врождённая редчайшая магия света, она была чужаком в родной деревне и даже в собственной семье.
Сириус Дик (яп. シリウス・ディーク Сириусу Ди:ку) / Рафаэль Уолт (яп. ラファエル・ウォルト Рафаэру Уоруто)
Сэйю: Тосики Масуда
Студент второго курса и президент студенческого совета, сыгравший второстепенную роль в Fortune Lover. Он владеет легендарной тёмной магией и является вторым злодеем на секретной ветке игры. Если главная героиня не победит его своей магией света, все персонажи будут убиты, что приведет к ужасному финалу.
Энн Шелли (яп. アン・シェリ Ан Сэри)
Сэйю: Адзуми Ваки
Личная горничная Катарины. Она следит за Катариной и обо всём докладывает её матери, что обычно заканчивается тем, что Катарина получает строгую лекцию. Выяснилось, что Энн — внебрачная дочь знатного барона Шелли и одной из его служанок. Её отец решил оставить Энн в своём особняке как инструмент для политического брака. Однако, когда Энн было 15 лет, в особняке вспыхнул пожар, в результате чего её мать погибла. Затем она была исключена из школы после того, как у неё был обнаружен небольшой ожог на левой руке. Позже она стала личной горничной Катарины, войдя в особняк Клаэсов. Несколько лет спустя отец Энн предпринял ещё одну попытку выдать её замуж, но оригинальная Катарина запротестовала, желая, чтобы Энн осталась с ней. Из-за вмешательства отца Катарины, герцога Клаэса, предложение, наконец, было отменено.
Луиджи Клаэс (яп. ルイジ・クラエス Руиджи Кураэсу)
Сэйю: Такуто Ёкоям
Герцог Клаэс, отец Катарины и Кита. В молодости был невероятно красивым мужчиной, популярным среди дочерей знати. С юных лет был влюблён в Милидиану, дочь герцога Адета и сделал всё, чтобы они поженились, думая при этом, что не любим ею. В браке родилась Катарина, в которой он души не чаял, из-за чего Катарина росла избалованным и капризным ребёнком. После того, как Катарина и Джордо обручились, усыновил Кита, сына родственника из побочной ветви семьи Клаэс от проститутки. В оригинальной версии его жена думала, что это внебрачный сын самого Луиджи, поэтому возненавидела своего мужа и издевалась над мальчиком, а Катарина, видя отношение матери к Киту, повторяла за ней. После перерождения Катарины ситуация прояснилась. В процессе выяснения обстоятельств усыновления, оказалось, что Милидиана тоже с ранних лет влюблена в Луиджи, но думала, что это политический брак, устроенный её семьёй, поэтому вела себя с ним холодно. Любовь Луиджи и Милидианы вспыхнула с новой страстью и семья воссоединилась.
Милидиана Клаэс (яп. ミリディアナ・クラエス Миридиана Кураэсу)
Сэйю: Акико Хирамацу
Герцогиня Клаэс, мать Катарины и Кита. Вторая дочь герцога Адет, равного по статусу Клаэсам. Строгая и требовательная. Единственная, кто более-менее может контролировать Катарину, читая ей лекции несколько часов кряду.

## Критика
Согласно рецензии критика интернет-портала Anime News Network Ребекки Сильверман, My Next Life as a Villainess: All Routes Lead to Doom! стала третьим ранобэ в жанре исэкай, в котором перерождение героя происходит в мире отомэ-игры и которое было выпущено в Северной Америке (первыми были Accomplishments of the Duke’s Daughter и Obsessions of an Otome Gamer). По мнению обозревателя, героиня Катарины за счёт своей манеры поведения, сильно отличающегося от чопорного дворянского окружения, с лёгкостью формирует вокруг себя «гарем» из представителей обоих полов, но, поскольку персонаж воспринимает остальных действующих лиц лишь как игровых персонажей, ей удаётся сохранять отстранённость от собственных романтических переживаний. Этот факт, на взгляд Сильверман, позволяет истории и дальше развиваться в устойчивых рамках жанра, а повествование, ведущееся как от лица Катарины, так и третьих лиц, удачно демонстрирует разрыв в мировоззрении героев, делая сюжет более интересным. Отметив не самый удачный слог автора, критик подчеркнула, что Катарина как персонаж написана «с увлекательной свежестью», что может раздвинуть целевую аудиторию произведения с поклонников отомэ-игр и обратных гаремов до любителей романтических комедий как таковых.
Этот же критик в оценке манга-адаптации работы отметила потерю части линий развития персонажей и местами обрывочный характер её повествования. Однако Сильверман подчеркнула, что обнаружить эти вырезанные фрагменты возможно только в случае знакомства с первоисточником, и поскольку Нами Хидака является не только автором манги, но и иллюстратором этого же ранобэ, то она обладает глубокими знаниями об оригинале, что выразилось в том, что итоговый результат адаптации выглядит более естественно, чем среднее переложение сюжета ранобэ в мангу. Обозреватель отметила улучшение стиля мангаки, которое проявилось в более мягких и скруглённых чертах персонажей. Как и в иллюстрациях к ранобэ, на взгляд Сильверман, Хидаке хорошо удалось изобразить детские формы персонажей, которые выглядели именно детьми, а не просто уменьшенной в размерах версией взрослых героев.
Стартовые серии аниме-сериала также получили одобрительные оценки у рецензентов Anime News Network. Так, Ник Кример отметил, что по сравнению с другими представителями жанра исэкай, где герои перерождались в мире игр, концепция выступить в роли главного злодея в My Next Life as a Villainess: All Routes Lead to Doom! выглядит значительно более креативной и способна сочетать как комедийные моменты, так и драматическую составляющую. Схожее мнение было высказано Тероном Мартином, который посчитал, что данная работа «вдыхает новую жизнь» в подобную сюжетную завязку, поскольку теперь перерождение возможно не только в главных героев. Также Мартин отметил, что, как и в случае Ascendance of a Bookworm, авторы смогли интересно отразить внутренние переживания и чувства главной героини, которая восхищает зрителя. В целом, критики отметили эту работу как «хорошую смесь прежних идей», а также «светлую и хорошо сделанную романтическую комедию», заслуживающую просмотра.

## Интересные факты
Главная героиня постоянно устраивает в своём воображении конференции с разными версиями себя, обладающими разными характерами. Всего таких версий пять, и каждая из них дополнительно указана в титрах. Учитывая, что Маая Утида озвучивает каждую из них вдобавок к настоящей Катарине, она указана в титрах шесть раз.